# Adriana Bombom
Adriana Soares, mais conhecida como Adriana Bombom (Rio de Janeiro, 8 de janeiro de 1974), é uma repórter e atriz brasileira.

## Carreira
Estreou em 1996, como assistente de palco do Xuxa Hits, Na televisão, fez participações no programa Malhação, A Turma do Didi, no Zorra Total e em Sob Nova Direção, todos da Rede Globo. Na Band, Adriana Bombom fez reportagens para programas como o de Leonor Corrêa e o de Leão Lobo, o Melhor da Tarde. Em 2006 passou a apresentar a versão local do programa Bom Demais, na Rede Record do Rio. No cinema, participou de quatro longa-metragens, entre eles Xuxa Requebra, de 1999 e Xuxa Popstar, de 2000; e foi protagonista de dois curtas, entre eles A Incrível História da Mulher que Mudou de Cor, de 2004. Em 2008, voltou a tela da TV Bandeirantes para interpretar a senhorita Ana Balanço, do humorístico Uma Escolinha Muito Louca.
Em setembro de 2004, ela apareceu na capa da revista para adultos Sexy, sendo uma das poucas mulheres negras a fazê-lo. Em 2009, Adriana participou da segunda temporada do reality show A Fazenda que é exibido pela Rede Record, na qual acabou ficando em 12.º lugar na competição. Atualmente comanda o quadro Bombando com Bombom no TV Fama na RedeTV!. Bombom foi rainha de bateria de diversas escolas de samba, como Tradição, Tom Maior, onde está desde de 2005; entre 2006 e 2008 foi rainha de bateria da Portela.
Em 2017, Adriana retornou ao reality show A Fazenda que é exibido pela RecordTV, passando a integrar o grupo de participantes de A Fazenda: Nova Chance, na qual acabou ficando em 15.º lugar na competição.
Em 29 de abril de 2021, Adriana foi confirmada como uma das participantes da quinta temporada do reality show Power Couple Brasil, exibido pela RecordTV, competindo juntamente com seu parceiro Adrien Cunha. No dia 06 de maio, três dias antes da estreia, Adriana Bombom & Adrien Cunha precisaram desistir do programa após Adrien ter uma crise de apendicite e teve que passar por uma cirurgia de emergência. A ginasta Daniele Hypólito (Dany) e seu namorado, o coreógrafo Fábio de Castro, foram anunciados ainda no mesmo dia como o casal substituto.

## Vida pessoal
Em sua infância, Adriana viveu em um orfanato. Trabalhou como babá e balconista. Tem uma irmã gêmea chamada Andréa, que morreu aos 50 anos no dia 3 de julho de 2024. Em 2001 se casou com o sambista Dudu Nobre e tem duas filhas com ele: Olívia e Thalita. Em 2009, Bombom e Dudu Nobre se divorciaram, sendo uma separação bem tumultuada, com Dudu sendo impedido de ter contato com suas filhas.

## Filmografia

### Televisão
| Ano     | Título                    | Personagem               | Notas                                    |
| ------- | ------------------------- | ------------------------ | ---------------------------------------- |
| 1996–97 | Xuxa Hits                 | Assistente de palco      |                                          |
| 1997–02 | Planeta Xuxa              | Assistente de palco      |                                          |
| 1998    | Malhação                  | Julieta                  | Temporada 5                              |
| 2004    | Sob Nova Direção          | Shirley                  | Episódio: "O Dólar é uma Furada"         |
| 2004    | Linha Direta              | Ângela Silva             | Episódio: "Chico Picadinho"              |
| 2004–05 | Melhor da Tarde           | Repórter                 |                                          |
| 2005–07 | O Melhor do Brasil        | Repórter                 |                                          |
| 2006    | Bom Demais                | Repórter                 |                                          |
| 2008–09 | Uma Escolinha Muito Louca | Ana Balanço              |                                          |
| 2009    | A Fazenda                 | Participante (12º lugar) | Temporada 2                              |
| 2010–19 | TV Fama                   | Repórter                 |                                          |
| 2017    | A Fazenda                 | Participante (15º lugar) | Temporada 9                              |
| 2018    | Bancando o Chef           | Participante (Vencedora) | Episódio: "Adriana Bombom x Igor Rickli" |
| 2021    | Famosas em Apuros         | Participante (3º lugar)  | Temporada 1                              |

### Cinema
| Ano  | Título                                         | Personagem                      |
| ---- | ---------------------------------------------- | ------------------------------- |
| 1999 | Xuxa Requebra                                  | Aluna da Academia Dois Corações |
| 2000 | Xuxa Popstar                                   | Ela mesma                       |
| 2001 | Xuxa e os Duendes                              | Fada Azul                       |
| 2002 | Xuxa e os Duendes 2: No Caminho das Fadas      | Fada Azul                       |
| 2004 | A Incrível História da Mulher que Mudou de Cor | Mercedes                        |
| 2013 | Mato Sem Cachorro                              | Enfermeira                      |